# Leptothorax smithi
Leptothorax smithi är en myrart som beskrevs av Baroni Urbani 1978. Leptothorax smithi ingår i släktet smalmyror, och familjen myror. Inga underarter finns listade i Catalogue of Life.